# Giovanni di Brunswick-Lüneburg
Giovanni di Brunswick-Lüneburg (1242 – Braunschweig, 13 dicembre 1277) fu duca di Brunswick-Lüneburg, col fratello Alberto, dal 1252 fino alla morte.

## Biografia
Era figlio del duca Ottone I di Brunswick-Lüneburg e della consorte Matilda del Brandeburgo.
Alla morte del duca nel 1252, nacque una disputa tra Giovanni e suo fratello Alberto su chi dovesse ereditare il ducato. Il problema venne risolto nel 1269 dividendo il territorio in due ducati distinti. Alberto stabilì la suddivisione e Giovanni ebbe il diritto di scegliere, optando per la parte settentrionale comprendente Lüneburg e la città di Hannover. La città di Brunswick rimase invece indivisa.
Morì il 13 dicembre 1277 e fu sepolto nel chiostro della Chiesa di San Michele a Lüneburg.

## Discendenza
Nel 1265 sposò Liutgarda di Holstein da cui ebbe cinque figli:
- Ottone II (1266 - 1330), duca di Brunswick-Lüneburg;
- Matilde (? - 1308), sposa di Enrico I di Werle;
- Elisabetta (? - 1294), sposa di Giovanni II di Oldenburg;
- Agnese (? - 1314), sposa di Werner I di Hadmersleben;
- Elena (? - ?), sposa di Corrado III di Wernigerode.

## Ascendenza
|                                |                         |                          | Genitori                 |  |  | Nonni |  |  | Bisnonni        |  |  | Trisnonni           |  |
|                                |                         |                          |                          |  |  |       |  |  | Enrico il Leone |  |  | Enrico X di Baviera |  |
|                                |                         |                          |                          |  |  |       |  |  | Enrico il Leone |  |  | Enrico X di Baviera |  |
|                                |                         | Gertrude di Sassonia     |                          |  |  |       |  |  | Enrico il Leone |  |  |                     |  |
| Guglielmo di Winchester        |                         |                          |                          |  |  |       |  |  | Enrico il Leone |  |  |                     |  |
|                                |                         | Matilde d'Inghilterra    | Enrico II d'Inghilterra  |  |  |       |  |  |                 |  |  |                     |  |
|                                |                         | Matilde d'Inghilterra    | Enrico II d'Inghilterra  |  |  |       |  |  |                 |  |  |                     |  |
|                                |                         | Matilde d'Inghilterra    | Eleonora d'Aquitania     |  |  |       |  |  |                 |  |  |                     |  |
| Ottone I di Brunswick-Lüneburg |                         | Matilde d'Inghilterra    |                          |  |  |       |  |  |                 |  |  |                     |  |
|                                |                         | Valdemaro I di Danimarca | Canuto Lavard            |  |  |       |  |  |                 |  |  |                     |  |
|                                |                         | Valdemaro I di Danimarca | Canuto Lavard            |  |  |       |  |  |                 |  |  |                     |  |
|                                |                         | Valdemaro I di Danimarca | Ingeborg di Kiev         |  |  |       |  |  |                 |  |  |                     |  |
| Elena di Danimarca             |                         | Valdemaro I di Danimarca |                          |  |  |       |  |  |                 |  |  |                     |  |
|                                |                         | Sofia di Minsk           | Volodar Glebovič di Kiev |  |  |       |  |  |                 |  |  |                     |  |
|                                |                         | Sofia di Minsk           | Volodar Glebovič di Kiev |  |  |       |  |  |                 |  |  |                     |  |
|                                |                         | Sofia di Minsk           | Richenza di Polonia      |  |  |       |  |  |                 |  |  |                     |  |
| Giovanni di Brunswick-Lüneburg |                         | Sofia di Minsk           |                          |  |  |       |  |  |                 |  |  |                     |  |
|                                | Ottone I di Brandeburgo | Alberto I di Brandeburgo |                          |  |  |       |  |  |                 |  |  |                     |  |
|                                | Ottone I di Brandeburgo | Alberto I di Brandeburgo |                          |  |  |       |  |  |                 |  |  |                     |  |
|                                | Ottone I di Brandeburgo | Sofia di Winzenburg      |                          |  |  |       |  |  |                 |  |  |                     |  |
| Alberto II di Brandeburgo      | Ottone I di Brandeburgo |                          |                          |  |  |       |  |  |                 |  |  |                     |  |
|                                |                         | Giuditta di Polonia      | Boleslao III di Polonia  |  |  |       |  |  |                 |  |  |                     |  |
|                                |                         | Giuditta di Polonia      | Boleslao III di Polonia  |  |  |       |  |  |                 |  |  |                     |  |
|                                |                         | Giuditta di Polonia      | Salomea di Berg          |  |  |       |  |  |                 |  |  |                     |  |
| Matilda del Brandeburgo        |                         | Giuditta di Polonia      |                          |  |  |       |  |  |                 |  |  |                     |  |
|                                |                         | Corrado II di Lusazia    | Dedi III di Lusazia      |  |  |       |  |  |                 |  |  |                     |  |
|                                |                         | Corrado II di Lusazia    | Dedi III di Lusazia      |  |  |       |  |  |                 |  |  |                     |  |
|                                |                         | Corrado II di Lusazia    | Matilde di Heinsberg     |  |  |       |  |  |                 |  |  |                     |  |
| Matilda di Lusazia             |                         | Corrado II di Lusazia    |                          |  |  |       |  |  |                 |  |  |                     |  |
|                                |                         | Elzbieta di Polonia      | Miecislao III di Polonia |  |  |       |  |  |                 |  |  |                     |  |
|                                |                         | Elzbieta di Polonia      | Miecislao III di Polonia |  |  |       |  |  |                 |  |  |                     |  |
|                                |                         | Elzbieta di Polonia      | …                        |  |  |       |  |  |                 |  |  |                     |  |
|                                |                         | Elzbieta di Polonia      |                          |  |  |       |  |  |                 |  |  |                     |  |